# Relais 4 × 400 mètres féminin aux championnats du monde d'athlétisme 1995
Navigation
Stuttgart 1993 Athènes 1997
L'épreuve du relais 4 × 400 mètres féminin des championnats du monde d'athlétisme 1995 s'est déroulée les 12 et 13 août 1995 à l'Ullevi Stadion de Göteborg, en Suède. Elle est remportée par l'équipe des États-Unis (Kim Graham, Rochelle Stevens, Camara Jones et Jearl Miles-Clark).

## Résultats

### Finale
| Rang               | Pays        | Athlètes                                                                 | Temps         | Notes |
| ------------------ | ----------- | ------------------------------------------------------------------------ | ------------- | ----- |
| Médaille d'or      | États-Unis  | Kim Graham Rochelle Stevens Camara Jones Jearl Miles-Clark               | 3 min 22 s 39 |       |
| Médaille d'argent  | Russie      | Tatyana Chebykina Svetlana Goncharenko Yuliya Sotnikova Yelena Andreyeva | 3 min 23 s 98 |       |
| Médaille de bronze | Australie   | Lee Naylor Renée Poetschka Melinda Gainsford-Taylor Cathy Freeman        | 3 min 25 s 88 |       |
| 4                  | Allemagne   | Karin Janke Silke Knoll Linda Kisabaka Uta Rohländer                     | 3 min 26 s 10 |       |
| 5                  | Royaume-Uni | Melanie Neef Stephanie Llewellyn Lorraine Hanson Georgina Oladapo        | 3 min 26 s 89 |       |
| 6                  | Nigeria     | Olabisi Afolabi Falilat Ogunkoya Omolade Akinremi Fatima Yusuf           | 3 min 27 s 85 |       |
| 7                  | Cuba        | Idalmis Bonne Ana Fidelia Quirot Nancy McLeon Julia Duporty              | 3 min 29 s 27 |       |
| 8                  | Jamaïque    | Revoli Campbell Merlene Frazer Sandie Richards Deon Hemmings             | DQ            |       |

## Légende
Records et Performances
- AR : Record continental (area record)
- CR : Record des championnats (championship record)
- MR : Record du meeting (meet record)
- NR : Record national (national record)
- OR : Record olympique (olympic record)
- PR : Record paralympique (paralympic record)
- PB : Record personnel (personal best)
- SB : Meilleure performance personnelle de la saison (season's best)
- WL : Meilleure performance mondiale de l'année (world leader)
- WJR : Record du monde junior (world junior record)
- WR : Record du monde (world record)

Circonstances et Conditions
- DNF : N'a pas terminé (did not finish)
- DNS : N'a pas pris le départ (did not start)
- DQ : Disqualification (disqualification)
- NM : Aucun essai valable enregistré (No Mark)
- Q : Qualifié « directement » au prochain tour (ou à la prochaine compétition), lors d'une compétition majeure, grâce au classement ou à la réalisation des minima (automatic qualifier)
- q : Qualifié au prochain tour (ou à la prochaine compétition), lors d'une compétition majeure, grâce au repêchage ou à la réalisation de l'une des meilleures performances parmi celles des « non qualifiés directement » (grâce au meilleur temps ou à la meilleure distance par exemple) (secondary qualifier)